# Tihama

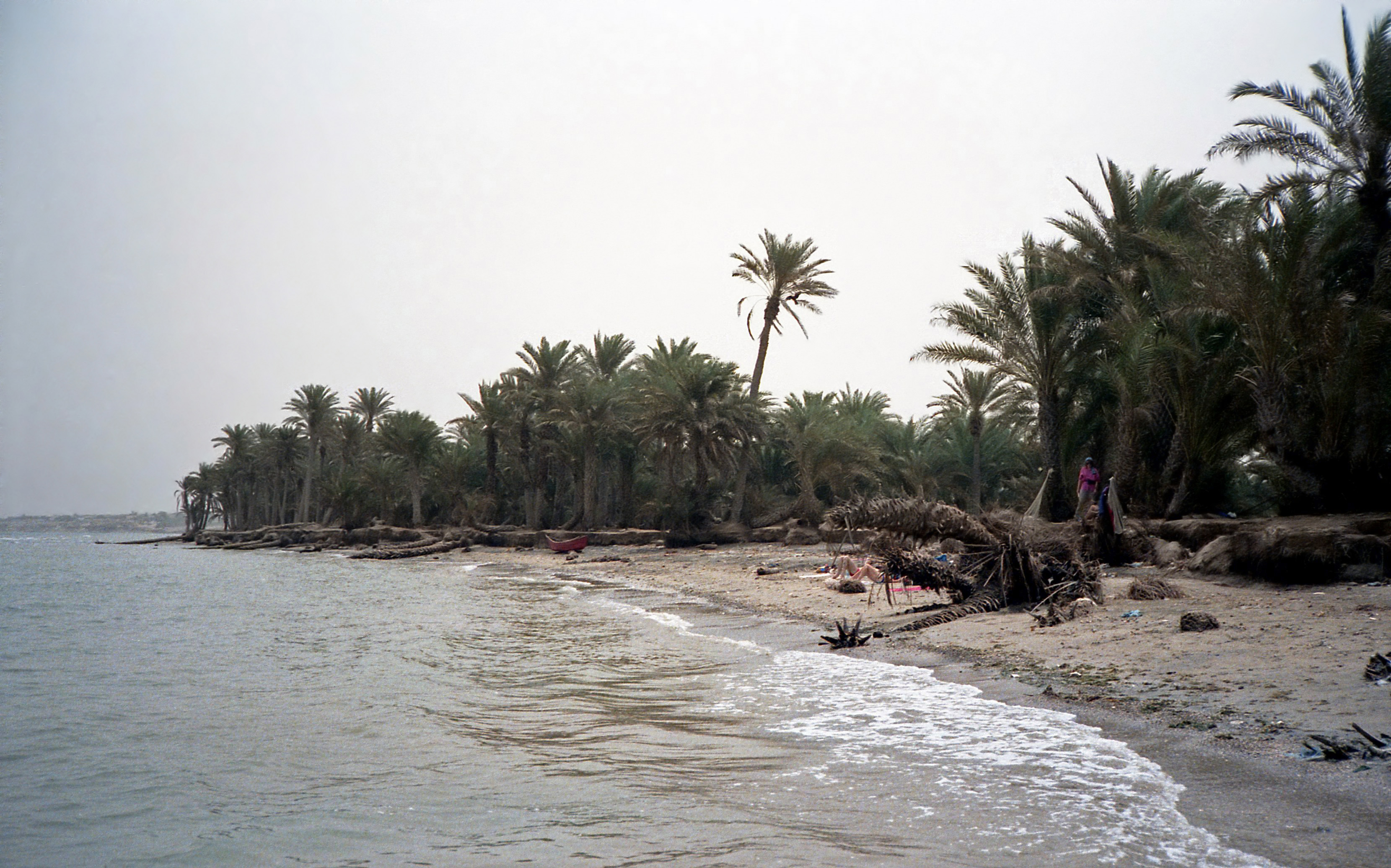
La Tihama sur la Mer Rouge près de Khaukha au Yémen

La Tihama est une plaine côtière désertique de la mer Rouge située au pied des montagnes de l'Asïr, à cheval sur l'Arabie saoudite (Jizan) et le Yémen du Nord.
Tihama désigne donc l'ensemble du littoral ouest de la Pénsinsule arabique, du golfe d'Aqaba au détroit de Bab el Mandeb, mais plus souvent pour sa moitié sud, à partir de Jedda, jusqu'au sud du Yémen. Contrairement aux régions intérieures, la zone est constituée de dunes, de plaines arides, à l'exception des quelques oasis. D'importants centres urbains de la région comprennent al-Hodeïda, Mocha, et Zabid, au Yémen et Jizan, Al-Qunfudhah, et Al Lith, en Arabie Saoudite. La côte est globalement dangereuse pour les navires, et les ports sont donc peu nombreux et espacée, surtout dans la moitié nord.
Aux temps modernes, la Tihama est réputée constituée de trois sous-ensembles, chacun nommé d'après la région intérieure adjacente. La partie nord, par conséquent, est connue comme al-Tihamat Hedjaz, la section du milieu comme Asir Tihamat, et la section sud comme Tihamat al-Yémen. Les sections centrales et sud sont une partie de l'écorégion du désert côtier de la péninsule arabique.
Les températures dans la Tihamah sont parmi les plus chaudes sur terre. Une journée d'été normale à al-Hodeïda atteint 43 °C / 110 °F, avec une humidité de 40 à 60 % à midi. Seuls les résidents supportent cette chaleur humide.
Un des marchés les plus importants de la Tihama yéménite se tient à Bait al Faqih.

## Histoire
Tihama est peut-être un avatar local de Tehom abyssal de la Bible la racine THM est en commun qui se caractérise en arabe par des traits sémantiques négatifs (chaleur extrême, fièvre ou eaux stagnantes). C'est d'elle dont sont originaires les Israélites, les Banu Israil cités 41 fois dans le Coran. La population de la Tihama montre l'influence de la Corne de l'Afrique proche : une partie importante de la population a parmi ses ascendants d'anciens esclaves, les femmes sont non voilées et portent des habits colorés (au moins au Yémen), et l'habitat traditionnel est la hutte ronde en paille. Et la majorité est sunnite, non zaydite.
En 860 une bataille se livre dans cette région entre les Al-Akhdari et les Abbassides.
Aux temps préislamiques, la Tihama yéménite a dépendu des royaumes de Najran, d'Himyar, d'Aksoum.
Sous la colonisation turque, les guerriers Zarânîq, peau sombre, barbiche teinte au henné, ont livré de fiers combats contre les Ottomans.
En 1928, les tribus, pro-Idrisides, se révoltèrent contre l'imam Yahya et roi du Yémen (1926-1948), réclamèrent à la SDN un état zarânîq indépendant, avec al-Hodeïda pour capitale.
Le traité de Taïf (1934) n'a rien réglé : Tihama du sud au Yémen, Najran et Yam à l'Arabie saoudite. Pour beaucoup, la région entière, adossée à l'Asir, reviendrait à l'Arabie saoudite, plus calme que le Yémen.
En décembre 1982, un tremblement de terre destructeur fit au moins 3 000 victimes humaines.